# Rudolf Stahel
Rudolf Stahel (* um 1448; † 1528 in Konstanz) war ein Maler der ausgehenden Gotik, von dem zahlreiche Werke vorwiegend biblisch-kirchlicher Thematik erhalten sind.
Stahel ist seit 1473 in Konstanz bezeugt, wo er eine Werkstatt mit mehreren namentlich bekannten Mitarbeitern leitete. Mehrmals war er Mitglied im Großen Rat der Stadt. Als Nebenerwerb betrieb er einen Garnhandel. Seine Tochter war seit etwa 1519/20 mit dem Maler Andreas Haider verheiratet.

## Werke
- Geburt Christi, Konstanz, Rosgartenmuseum
- Der zwölfjährige Jesus im Tempel, Konstanz, Rosgartenmuseum
- Jesus mit seinen Eltern auf dem Heimweg, Konstanz, Rosgartenmuseum
- Ruhe Christi vor der Annagelung an das Kreuz, Konstanz, Rosgartenmuseum
- Erscheinung Christi nach der Auferstehung, Konstanz, Rosgartenmuseum
- Tod Mariae, Votivtafel, Konstanz, Rosgartenmuseum
- Marienkrönung und Heilige, Flügelaltar, Reichenau, Münster St. Maria und Markus
- 24 Miniaturen im Codex Donaueschingen 106 (zugeschrieben), Karlsruhe, Badische Landesbibliothek